# Зартонк
Зартонк (арм. Զարթոնք) — село в Армавирской области Армении.

## География
Село расположено в юго-восточной части марза, к югу от автодороги , к северу от реки Аракс, на расстоянии 13 километров к юго-востоку от города Армавира, административного центра области. Абсолютная высота — 845 метров над уровнем моря.
Климат
Климат характеризуется как семиаридный (BSk в классификации климатов Кёппена). Среднегодовая температура воздуха составляет 12,2 °C. Средняя температура самого холодного месяца (января) составляет −2,9 °С, самого жаркого месяца (июля) — 25,6 °С. Расчётная многолетняя норма атмосферных осадков — 290 мм. Наибольшее количество осадков выпадает в мае (50 мм).

## Население
| Год переписи | Население          | Население          | Население          | Население            | Население            | Население            |
| Год переписи | Наличное население | Наличное население | Наличное население | Постоянное население | Постоянное население | Постоянное население |
| Год переписи | Всего              | Мужчины            | Женщины            | Всего                | Мужчины              | Женщины              |
| ------------ | ------------------ | ------------------ | ------------------ | -------------------- | -------------------- | -------------------- |
| 2001         | 1831               | 922                | 909                | 1883                 | 953                  | 930                  |
| 2011         | 2160               | 1062               | 1098               | 2321                 | 1181                 | 1140                 |